# Goianinha (ort)
Goianinha är en ort i Brasilien.   Den ligger i kommunen Goianinha och delstaten Rio Grande do Norte, i den östra delen av landet, 1 700 km nordost om huvudstaden Brasília. Goianinha ligger 16 meter över havet och antalet invånare är 13 433.
Terrängen runt Goianinha är huvudsakligen platt. Goianinha ligger nere i en dal. Närmaste större samhälle är Canguaretama, 15,8 km sydost om Goianinha.
Omgivningarna runt Goianinha är en mosaik av jordbruksmark och naturlig växtlighet. Runt Goianinha är det ganska tätbefolkat, med 116 invånare per kvadratkilometer.